# Karel Kuba
Karel Kuba (* 30. května 1961) je bývalý český fotbalista, obránce.

## Fotbalová kariéra
Hrál za Slavii Praha a SK Dynamo České Budějovice. V československé lize nastoupil v 18 utkáních.

## Ligová bilance
| Ročník                                   | Zápasy | Góly | Klub         |
| ---------------------------------------- | ------ | ---- | ------------ |
| 1. československá fotbalová liga 1984/85 | 1      | 0    | Slavia Praha |
| 1. československá fotbalová liga 1985/86 | 7      | 0    | Slavia Praha |
| 1. československá fotbalová liga 1986/87 | 10     | 0    | Slavia Praha |
| CELKEM                                   | 18     | 0    |              |